# Szymanowizna
Szymanowizna – kolonia w Polsce położona w województwie podlaskim, w powiecie suwalskim, w gminie Szypliszki. W latach 1975–1998 miejscowość administracyjnie należała do województwa suwalskiego.